# Medaille van de Gewapende Weerstand

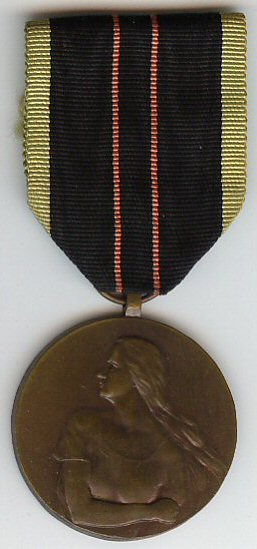
Medaille van de Gewapende Weerstand 1940-1945

De Medaille van de Gewapende Weerstand 1940-1945 (Frans: Médaille de la résistance armée 1940-1945) was een oorlogsonderscheiding van het Koninkrijk België die bij besluit van de regent van 16 februari 1946 werd ingesteld. Het werd uitgereikt aan alle leden van het Belgische verzet en agenten van de inlichtingendiensten die tijdens de Tweede Wereldoorlog deelnamen aan gewapende acties in bezet gebied. De medaille kon postuum worden toegekend.

## Ereteken
De Medaille van het Gewapend Verzet 1940-1945 was een ronde medaille met een diameter van 39 mm geslagen in brons. Op de voorzijde staat een verhoogde afbeelding van het linkerprofiel van de torso van een vrouw, haar blik naar rechts en haar rechtervuist gebald als teken van verzet tegen de wil van de bezetter. Op de keerzijde stond de inscriptie "1940" "RESISTERE" "1945" in drie regels, gedekt door een lauwerkrans die langs de volledige rand van de medaille liep.
De medaille werd opgehangen aan een ring die zijdelings door een hangende ton aan de bovenkant van de onderscheiding liep, aan een zwart moiré zijden lint met twee rode lengtestrepen van 1 mm breed op 5 mm afstand van elkaar, en twee groene strepen van 4 mm breed aan de randen van het lint. De kleuren van het lint waren symbolisch, groen voor de hoop op bevrijding, rood voor het bloed dat door verzetsmensen werd vergoten, zwart voor de donkere dagen van de bezetting en/of het clandestiene karakter van het verzet.

## Dragers van het ereteken
(gedeeltelijke lijst)
- Harold Charles d'Aspremont Lynden
- Jeanne Beeckman
- Gérard Blitz
- Jean Cavaillès
- Hortense Daman
- Andrée De Jongh
- Jacques de Duve
- Walter Ganshof van der Meersch
- Charles Gendebien
- Florentino Goikoetxea
- Albert Guérisse
- Paul Halter
- Albert-Edouard Janssen
- Edmond Leburton
- Albert Lilar
- Charles de Limburg Stirum
- Elsie Maréchal
- Ghislaine de Menten de Horne
- Victor Michel
- Arthur Nazé
- Abbé Pierre
- Jean Reyers
- Jean-Charles Snoy et d'Oppuers
- Achiel Van Acker
- Omer Vanaudenhove
- Geeraard Van Den Daele
- Alfons Vranckx